# Université d'Oxford
L’université d'Oxford, située dans la ville du même nom, à 90 km au nord-ouest de Londres, dans le comté d'Oxford ou Oxfordshire, dans l'Angleterre du Sud-Est, est l'une des plus prestigieuses universités sur le plan mondial. Elle est également la plus ancienne université britannique.
Sa fondation progressive se place pendant la querelle du roi d'Angleterre Henri II et de l'archevêque Thomas Becket, rivalité de pouvoir qui éclate en 1164 et se clôt par l'assassinat de Becket, fin 1170. Après 1165, le roi ne cesse d'octroyer des libertés et des privilèges à un groupement d'écoles isolées du grand diocèse de Lincoln. Mais le véritable démarrage de l'université date de 1167, lorsque le roi Henri, constatant les classes à moitié vides malgré les crédits accordés, interdit aux étudiants anglais de suivre les cours de l’université de Paris et fait rappeler manu militari les clercs anglais de Paris ou dispersés en France et sur le continent européen.
Cette université d'élite accueille aujourd'hui 23 000 étudiants, qui sont répartis dans 39 collèges et 4 Permanent Private Halls (fondations religieuses). La plupart d’entre eux sont installés dans des bâtiments anciens au cœur de la vieille ville d’Oxford (à voir : Balliol College, Christ Church, Merton College, Magdalen College, University College). C’est surtout le style gothique qui domine et qui a donné à la ville universitaire son surnom de « cité de clochers rêveurs », tandis que la cathédrale Christ Church (XIIe – XVe siècles) et l’église Saint-Peter-in-the-East (en) (XIIe siècle) appartiennent en grande partie au roman normand. La façade du Queen's College montre le classicisme, les bâtiments de Somerville College montrent l'architecture victorienne, l'architecture édouardienne et le style Queen Anne et on trouve des exemples d’architecture moderniste (par exemple, St. Catherine's College).
Sur le square Radcliffe se trouve la Radcliffe Camera (1747), qui abrite une salle de lecture de la bibliothèque Bodléienne, une des plus riches bibliothèques du monde. La Bodléienne est une des bibliothèques de dépôt légal du Royaume-Uni qui reçoivent, un exemplaire de chaque livre édité dans le Royaume-Uni.
L’Ashmolean Museum, fondé en 1659, est le plus ancien musée du Royaume-Uni ; son département des antiquités conserve notamment la chronique de Paros, le masque mortuaire d’Olivier Cromwell, et les pièces ramenées de Cnossos par John et Arthur Evans. Le musée contient aussi des dessins de Raphaël, Michel-Ange et Léonard de Vinci, des tableaux de Piero di Cosimo, John Constable, Claude Lorrain et Pablo Picasso, et des habits arabes portés par Lawrence d'Arabie.
Depuis 2017, l'université d'Oxford est classée meilleure université au monde par Times Higher Education, devant Cambridge, Caltech, Stanford, le MIT et Harvard.

## Histoire

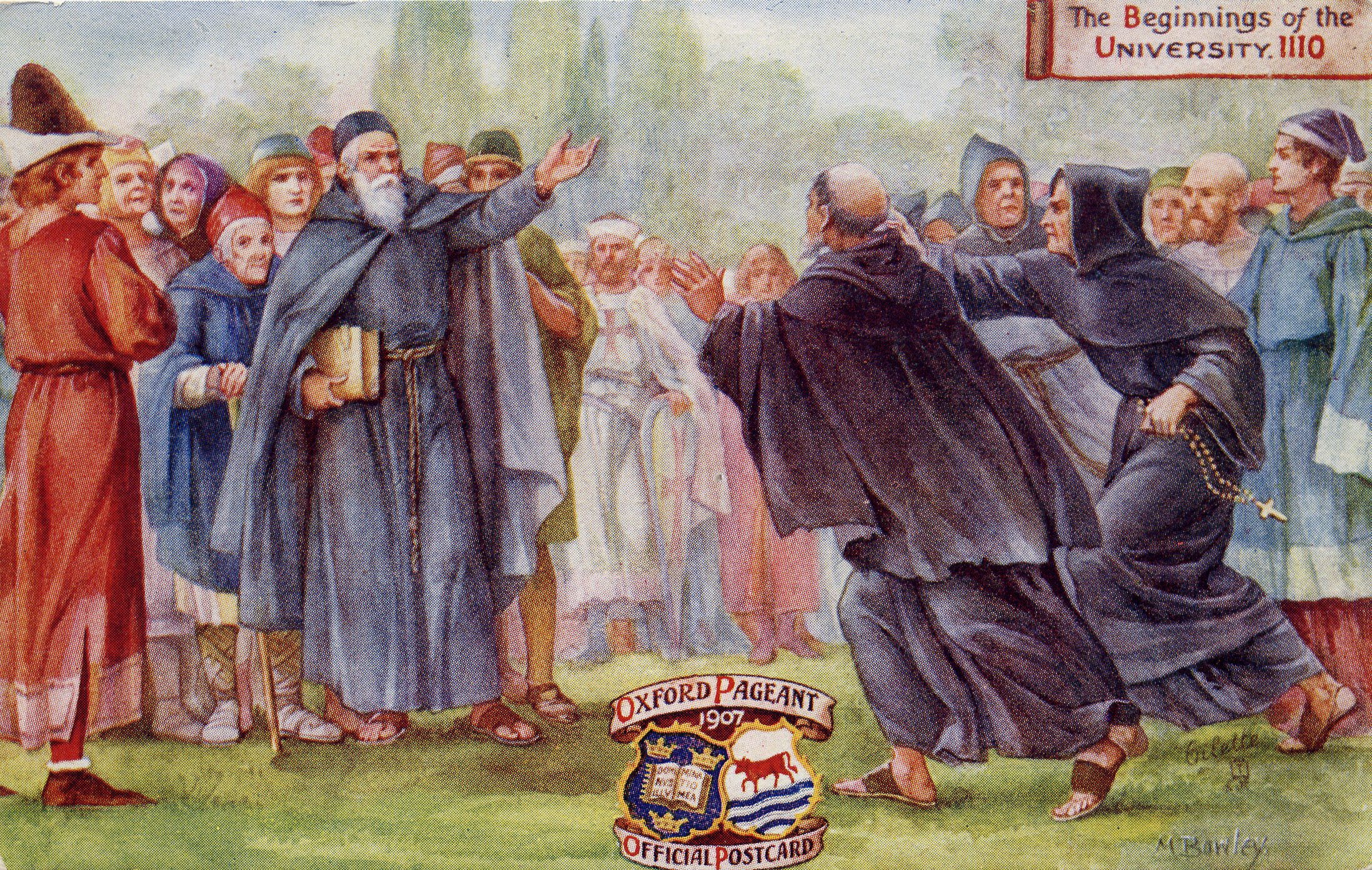
Arrivée à Oxford de Thibaud d'Étampes, fondateur présumé de l’université, d’après une carte postale de 1907 reproduisant un tableau de C. Bowley. À droite il subit l'opposition des moines d'Abington, car les monastères sont désormais privés de leur monopole de transmission du savoir.

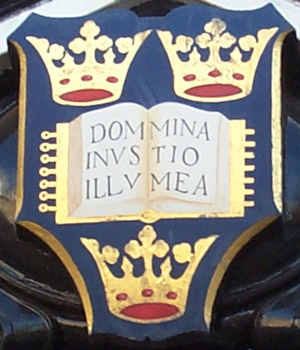
Les armoiries de l'université d'Oxford.

La date de fondation des premières écoles d’Oxford n’est pas connue précisément, mais il existe des témoignages d’une forme d’enseignement à Oxford datant de 1096. La trace archivistique la plus ancienne du contrôle de cette activité d’enseignement datent de 1116 environ avec l’arrivée de l’écolâtre Thibaud d'Étampes à Oxford.
L’expulsion des étrangers de l'université de Paris en 1167 conduit beaucoup d’étudiants anglais à s’établir à Oxford. Les clercs anglais instruits dans les matières exigées sont tenus d'y enseigner. Après 1170 et jusqu'à l'aube du XIIIe siècle, le nombre d'étudiants y vivant sur le bénéfice de l'église s'accroît fortement. L’historien Giraud de Barri enseigne à partir de 1188, et le premier maître étranger connu, Emo de la Frise (en), rejoint l’université en 1190.
Le responsable de l’université est appelé chancelier à partir de 1201, et les maîtres sont reconnus comme universitas ou corporation en 1231 après le retour de maîtres et d'étudiants anglais à la suite de la grève de 1229 à l'université de Paris. Les étudiants s’associent en deux « nations » sur la base de leurs origines géographiques : l’une représentant le nord (dont les Écossais) et l’autre le sud (dont les Irlandais et les Gallois). Les origines géographiques continueront durablement à influencer beaucoup d’affiliation des étudiants lorsque l’adhésion à un college ou à hall deviendra usuelle à Oxford.
En 1209, la migration d'un groupe de professeurs et d'étudiants vers Cambridge est déjà constatée, il s'agit d'abord d'une protestation contre une injustice attribuée à la mairie d'Oxford. Les autorités locales, influencées par une partie de la population excédée par les rixes, les débordements et les turpitudes des foules estudiantines en soirées, auraient fait pendre trois pauvres étudiants innocents, accusés d'avoir occis une femme de la ville. L'absence de véritable procès et d'apports de preuves avaient indigné une partie des maîtres et des élèves, qui déménagèrent de la juridiction. Ce groupe féru de logique politique, rejoint par d'autres contestataires, serait le premier noyau de ce qui sera dénommé plus tard l'université de Cambridge.
Mais Oxford est déjà une très grande école. À partir du milieu du XIIIe siècle, des membres de beaucoup d'ordres religieux, en particulier des dominicains, des franciscains, des carmes et des augustins, s’établissent à Oxford, développent leur influence et fondent des maisons pour les étudiants. À peu près à la même époque, des bienfaiteurs privés ont fondé des communautés d’études appelés colleges. Parmi les premiers, on peut nommer Guillaume de Durham, qui a probablement fondé University College en 1249, et Jean de Bailleul, père de Jean d'Écosse, qui donne son nom au Balliol College. Un autre fondateur, Walter de Merton, lord chancelier puis évêque de Rochester, a conçu une série de règlements pour la vie dans les colleges ; ainsi Merton College est devenue le modèle pour de tels établissements à Oxford ainsi bien qu’à l'université de Cambridge. Ensuite, un nombre croissant d’étudiants a abandonné la vie dans les halls et les maisons tenues par les ordres pour rejoindre les colleges.
Les nouveaux enseignements de la Renaissance ont considérablement influencé Oxford à partir de la fin du XVe siècle. Parmi les professeurs de l'université de cette période, on peut citer William Grocyn, qui a contribué à la renaissance de la langue grecque et John Colet, remarquable théologien biblique. Avec l'arrivée de la Réforme et la rupture avec l'Église catholique romaine, les récusants catholiques se réfugient en Europe continentale, en particulier à l'université de Douai. Malgré des pertes de revenus et de terre parmi les institutions liées à l'université[pourquoi ?], la méthode d’enseignement passe de la scolastique à l'humanisme.

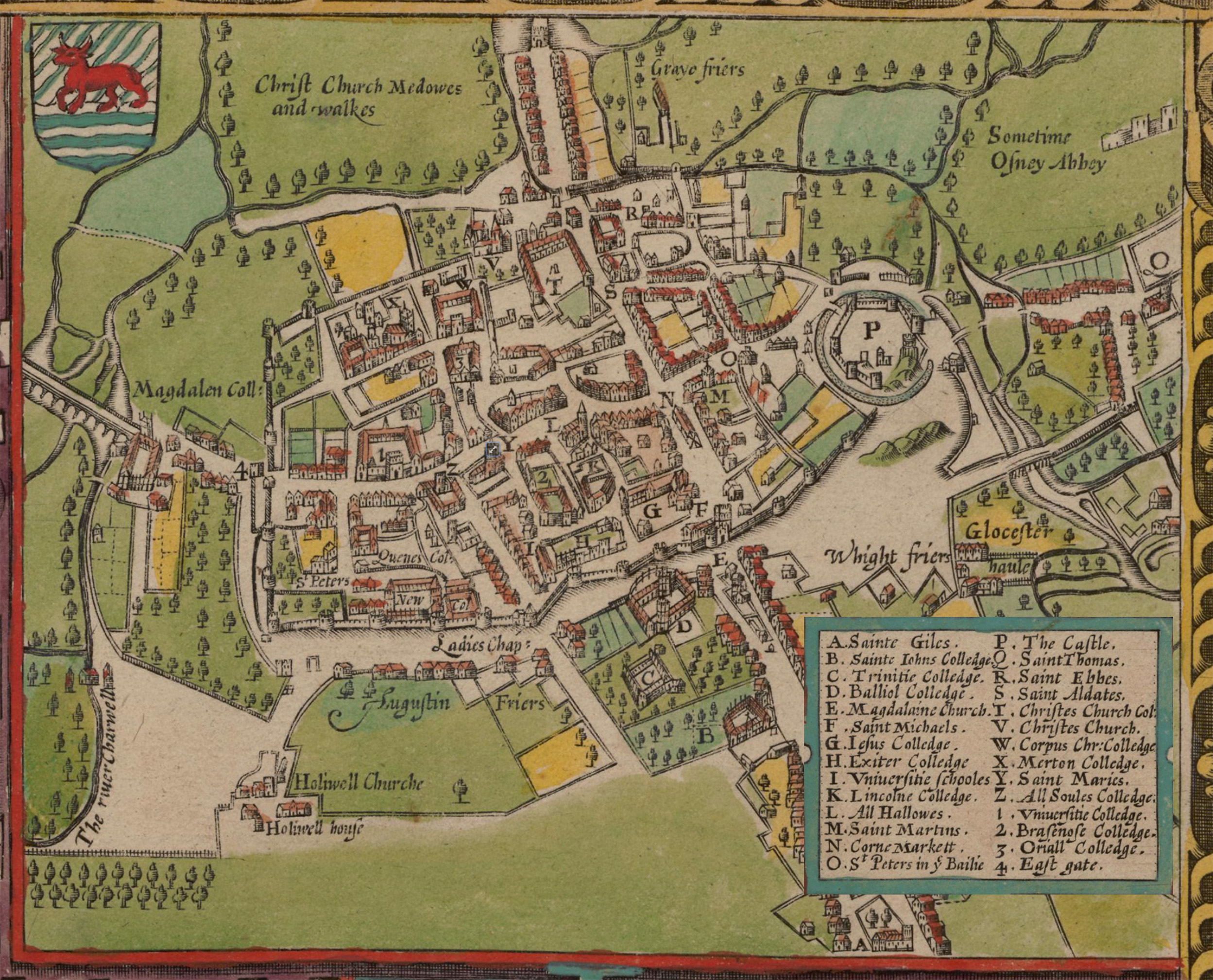
En 1605, Oxford est encore une ville fortifiée, mais plusieurs colleges sont construits en dehors des murs. (Le nord se situe au bas de la carte.)

En 1636, le chancelier William Laud, archevêque de Cantorbéry codifie les statuts de l'université sous une forme qui restera largement inchangée jusqu'au milieu du XIXe siècle. Laud est également à l’origine de la charte définissant les droits de Oxford University Press et apporte une contribution significative à la bibliothèque Bodléienne, la bibliothèque principale de l’université.
Pendant la guerre civile anglaise (1642-1649), l'université était un centre du parti royaliste alors que la ville était en faveur du camp opposé des Parliamentarian. Puis à partir du milieu du XVIIIe siècle, l'université d'Oxford a pris peu part aux conflits politiques.

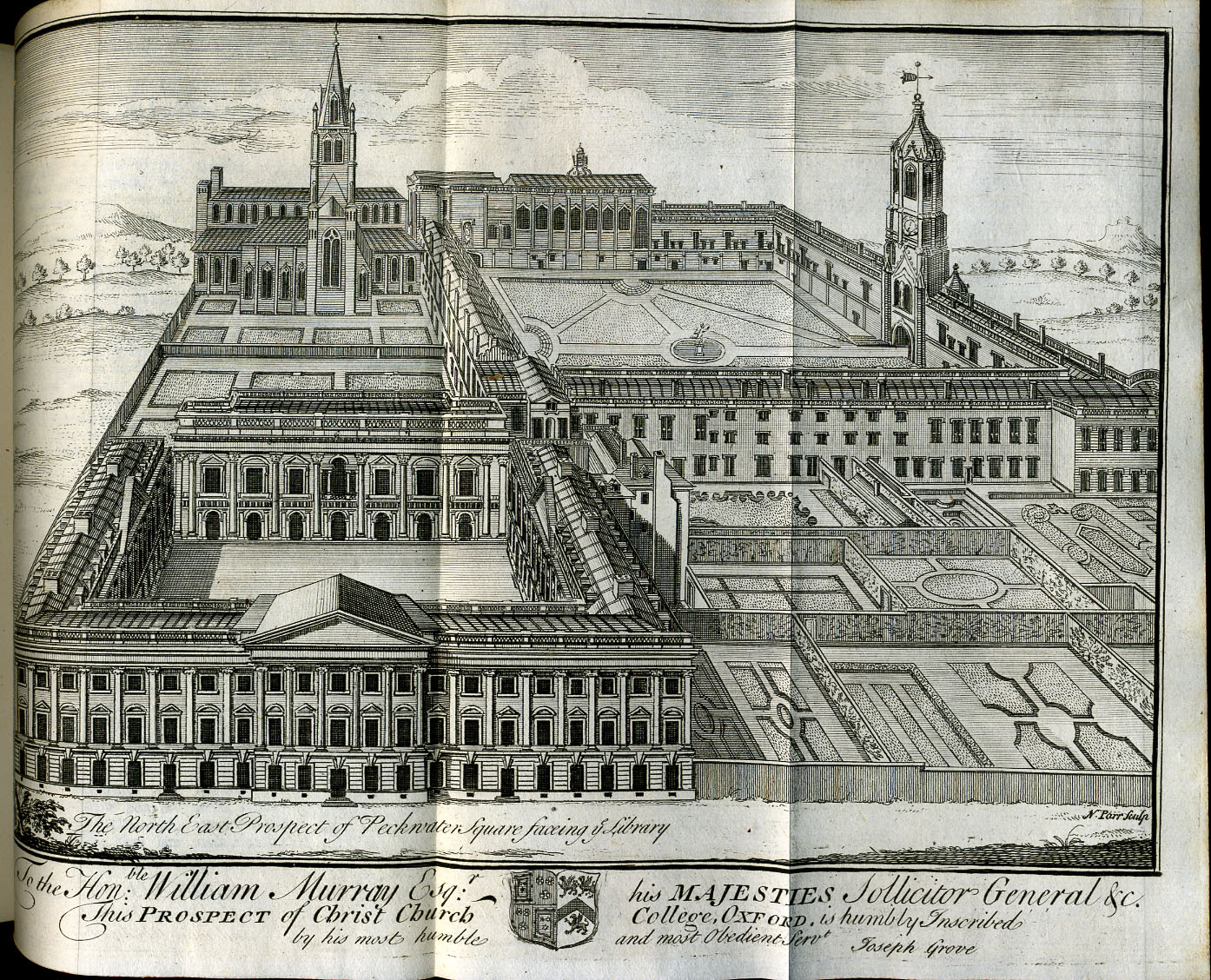
Une gravure de la Christ Church, Oxford, 1742.

Le milieu du XIXe siècle a été marqué par le mouvement d'Oxford (1833-1845), mené notamment par le futur Cardinal Newman. L’influence du modèle reformé de l’université allemande s'est fait connaître à Oxford par l'intermédiaire des disciples tels que Edward Bouverie Pusey, Benjamin Jowett et Max Müller.
Parmi les réformes administratives du XIXe siècle, on peut noter le remplacement des examens d'entrée oraux avec des examens écrits, une plus grande tolérance pour les Dissidents anglais, et l'établissement de quatre collèges de femmes. Au XXe siècle, les décisions du Privy council (telles que l'abolition du culte quotidien obligatoire)
ont réduit le lien entre culte et formation. Bien que l’université ait été traditionnellement orientée vers les humanités, le curriculum est étendu au cours du XIXe siècle pour englober les études scientifiques et médicales.
Au milieu du XXe siècle, beaucoup de professeurs réputés, chassés par le nazisme ou le communisme se sont réfugiés à Oxford.
Nombreux sont ceux qui, ayant étudié à l’université d’Oxford, se sont illustrés en politique britannique, sciences, médecine ou littérature. Plus de quarante lauréats de prix Nobel et plus de cinquante dirigeants mondiaux sont liés à l'université d'Oxford.

### Éducation des femmes

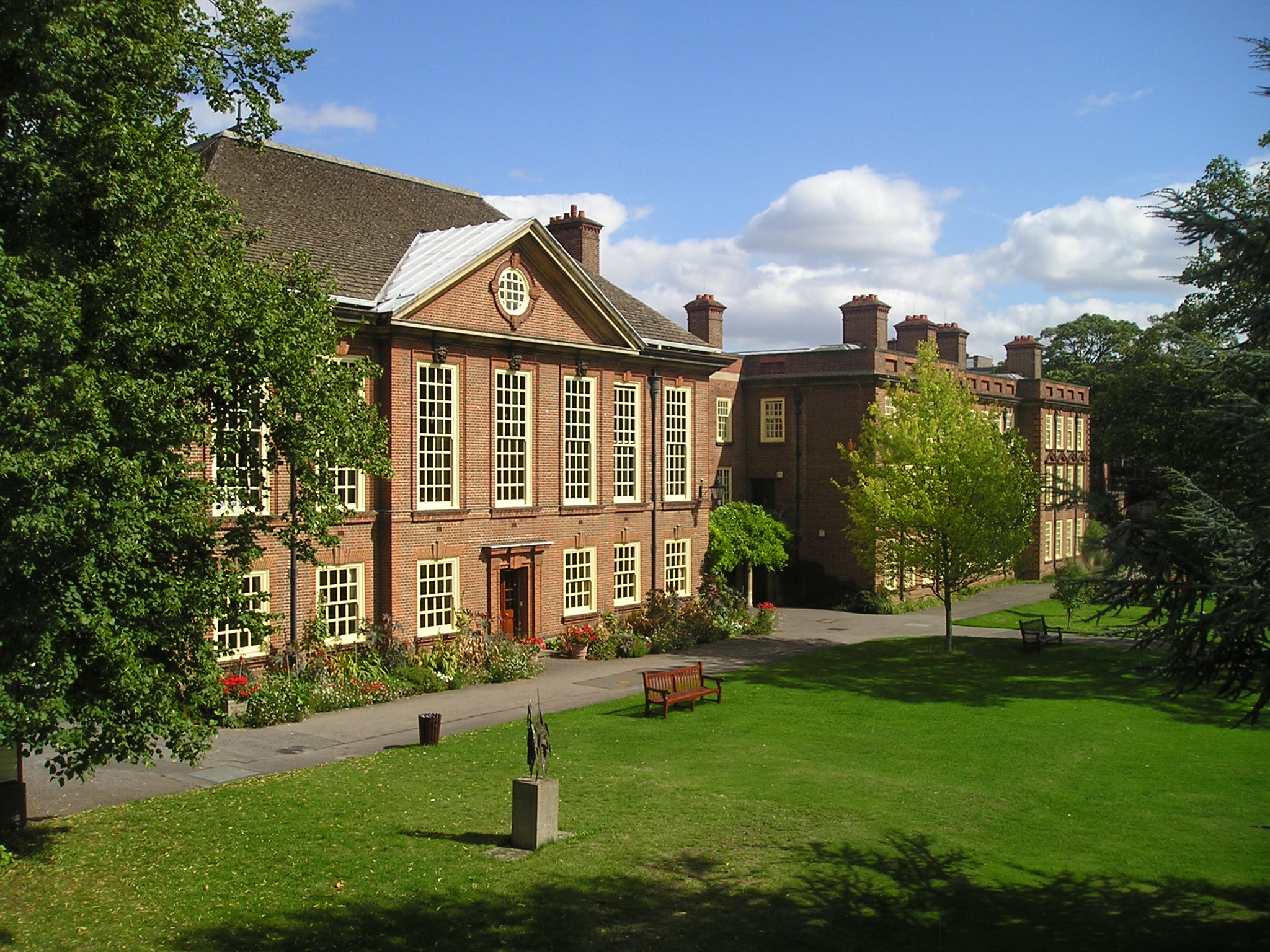
Somerville College, un des premiers collèges pour femmes.

L’université a publié en 1875 un texte autorisant ses délégués à mettre en place des examens préliminaires et finaux à un niveau relativement faible. Les quatre premiers collèges pour femmes furent établis à la suite des revendications de l’Association for Promoting the Higher Education of Women (AEW). Le Lady Margaret Hall (1878) fut suivi du Somerville College en 1879 ; les vingt-et-une premières étudiantes de ces deux collèges suivaient des cours dans des salles au-dessus d’une boulangerie d'Oxford. Ces deux premiers collèges pour femmes furent suivis par les St Hugh's (1886), St Hilda's (1893) et St Anne's College (1952). Oxford fut longtemps considérée comme un bastion des privilèges masculins, et il fallut attendre le 7 octobre 1920 pour que des femmes puissent prétendre au statut de membre de plein droit de l’université et accéder à des postes en son sein. En 1927, un quota d’étudiantes fut mis en place par les responsables universitaires, règle qui ne fut abolie qu’en 1957. Cependant, jusqu’aux années 1970, la mixité n’existait pas dans les collèges d’Oxford, de telle sorte que le nombre de femmes était effectivement limité par la capacité des collèges féminins. En outre, ces collèges ne disposent de tous leurs statuts que depuis 1959[Quoi ?].
En 1974, les collèges Brasenose, Jesus, Wadham, Hertford et St Catherine furent les premiers collèges masculins à admettre des femmes,. En 2008, le St Hilda devint le dernier des collèges féminins à admettre également des hommes, de telle sorte que tous les collèges d’Oxford sont désormais mixtes. En 1988, 40 % des diplômés étaient des femmes ; le ratio est à présent de quarante-huit pour cinquante-deux en faveur des hommes.
Le roman policier Le Cœur et la Raison de Dorothy Sayers — elle-même l’une des premières femmes à obtenir un poste universitaire à Oxford — voit son intrigue se dérouler en un (fictif) collège féminin d’Oxford, et la question de l’éducation des femmes y est au cœur de l’intrigue.

## Organisation et structure
En tant qu’université collégiale, la structure oxfordienne peut sembler confuse au néophyte. L’université est une fédération : elle comprend plus de quarante halls (en) et collèges autonomes, autour d’une administration centrale régie par le vice-chancelier. Les départements universitaires sont établis au sein de cette structure ; ils ne dépendent d’aucun collège en particulier. Ces départements fournissent des équipements pour l’enseignement et la recherche, déterminent les syllabi et les lignes générales de l’enseignement, font de la recherche, et proposent conférences et séminaires. Les collèges proposent à leurs gradués une formation pédagogique. Les membres d’un département universitaire sont répartis entre plusieurs collèges ; bien que certains collèges aient leurs domaines de prédilection (par exemple, le Nuffield College est spécialisé en sciences sociales), la plupart des collèges présentent un mélange d’académistes et d’étudiants de différents domaines. Les commodités telles que les bibliothèques sont fournies par chacun de ces degrés dans la structure globale : par l’université centrale (la Bodleian), par les départements (bibliothèques départementales, comme l'English Faculty Library), et par les collèges (chacun d'entre eux propose à ses membres l'accès à une bibliothèque pluridisciplinaire).

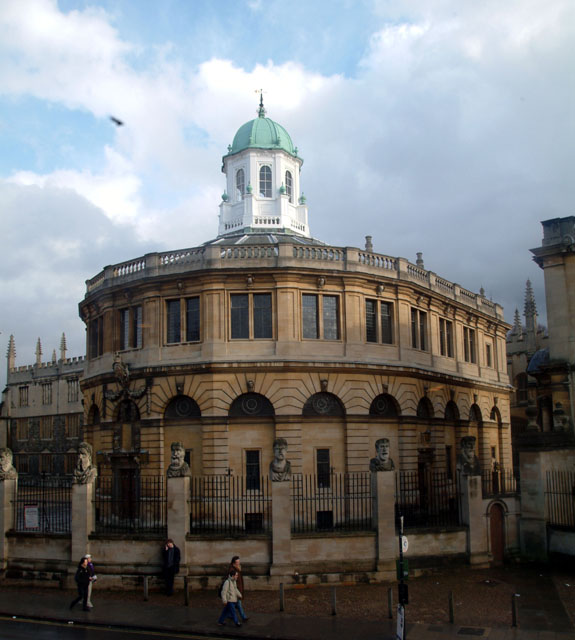
Le Sheldonian Theatre, construit par Sir Christopher Wren entre 1664 et 1668, accueille la Congrégation universitaire aussi bien que des concerts et des cérémonies de remise de diplômes.

### Administration
Le dirigeant officiel de l’université est le chancelier  (entre  2003 et 2024 Lord Patten de Barnes et depuis 2025 William Hague), bien que comme dans la plupart des universités britanniques ce titre soit honorifique plutôt que la marque d’une participation à la gestion quotidienne de l’université. Le chancelier est élu par les membres de la Convocation, un corps constitué de tous les diplômés de l’université, et garde son titre toute sa vie.
Le vice-chancelier, actuellement[Quand ?] Louise Richardson, dirige de facto l'université. Cinq pro-vice-chanceliers assurent des responsabilités spécifiques : l’Éducation, la Recherche, la Gestion logistique, le Développement et Affaires extérieures, ainsi que la Gestion du personnel et de l’égalité d'accès. Le concile universitaire constitue le corps exécutif, et se compose du vice-chancelier aussi bien que des chefs des départements et des autres membres élus par la congrégation, ainsi que des observateurs de l’Union étudiante (en). La congrégation, le « parlement des professeurs », comprend plus de 3 700 membres du personnel enseignant et administratif de l’université, et répond en dernier recours des questions législatives : elle discute et se prononce sur les décisions proposées par le concile universitaire. Oxford et Cambridge (dont la structure est similaire) se distinguent de toutes les autres universités par cette forme de gestion démocratique.
Deux délégués généraux, élus annuellement sur un système tournant et appartenant à deux collèges différents, sont les médiateurs internes qui veillent à ce que l’université et ses membres en appliquent les règles. Ce rôle comprend la discipline et le bien-être des étudiants autant que la supervision des procédures universitaires. Les professeurs de l’université sont appelés « professeurs statutaires de l’université d’Oxford ». Ils ont une grande influence dans la conduite des programmes de deuxième cycle. On peut citer comme exemples la Chaire Chichele et la chaire Drummond d'économie politique. Les divers instituts, départements et facultés universitaires sont organisés en quatre divisions, chacune élisant sa propre direction. Ces quatre divisions sont la Division des lettres, la Division des Sciences Sociales, la Division des Mathématiques, de la Physique et des Sciences de la Vie, et la Division de Médecine.
L’université d’Oxford peut être considérée comme une université publique dans le sens où elle reçoit d’importants subsides du gouvernement, mais aussi comme une université privée dans le sens où elle est entièrement autogérée, et pourrait tout à fait choisir de devenir complètement privée en refusant les subsides dont elle bénéficie.

### Collèges

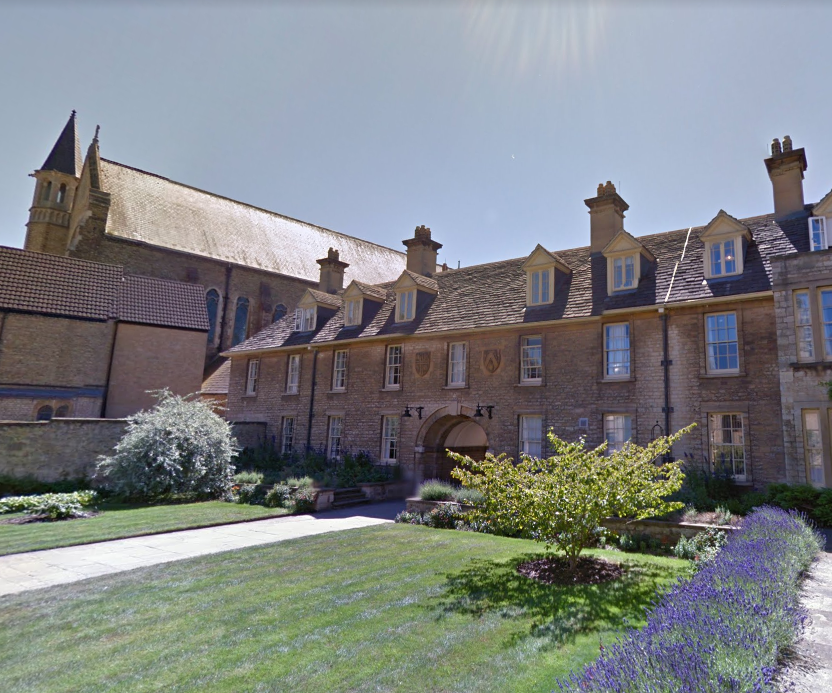
Somerville College, un collège de l'université.

Le college désigne le lieu d’habitation et de vie des étudiants. Le college est également responsable des cours hebdomadaires en groupe restreint (les tutorials). Outre les chambres qui dans les plus anciens bâtiments, sont parfois de véritables suites ou appartements de plusieurs dizaines de mètres carrés, les collèges possèdent tous : une chapelle, une salle à manger où la table des professeurs est perpendiculaire et surélevée par rapport à celle des étudiants, un salon avec téléviseur, une blanchisserie… et surtout des terrains de sport, souvent à l’extérieur de la ville. Jusque dans les années 1970, les étudiants devaient venir à table en toge noire et se mettre debout « au coup de gong » pour réciter le benedicite en latin. Aux murs des salles à manger richement décorées, sont fixés les portraits des illustres anciens du collège.
Les « collèges » ont depuis les plus anciens jusqu’aux plus modernes une architecture extrêmement soignée, contrairement aux bâtiments d'étude ou de recherche qui n’ont pour la plupart aucune originalité. Les 39 collèges et les cinq fondations religieuses sont indépendants de l’université et jouissent d’une autonomie considérable. Par exemple, les collèges choisissent les étudiants qu’ils souhaitent accueillir (bien que cela soit actuellement[Quand ?] remis en cause) ainsi que les intervenants. Ils sont responsables des commodités et de l’aide sociale pour les étudiants, ainsi que des cours en groupe restreint. Par ailleurs, beaucoup de collèges sont plus riches que l’université elle-même (Christ Church et St John's College en particulier).
Il y a 39 colleges à l’université d'Oxford et quatre Permanent Private Halls, chacun disposant de sa propre structure interne et ses propres activités. Tous les étudiants résidents et le personnel universitaire doivent être à la fois membres d’un collège ou d’un Hall et de l’université. Les responsables des collèges d'Oxford sont connus sous différents titres en fonction du collège : on parle de garde, de principal, de directeur, de président, de recteur, de maître ou de doyen. Les collèges se réunissent lors de la Conférence des collèges pour discuter des orientations et traiter avec l’administration centrale de l’université. Les fellows forment, avec certains administrateurs, le corps décisionnel des colleges ; il existe aussi des fellow honoraires et des junior fellows, jeunes chercheurs temporairement attachés à un college. Les membres enseignants de l'université ne sont plus nécessairement fellows attachés à un collège, comme c'était autrefois la règle, mais cela reste le cas le plus fréquent. Fellows, professeurs et lecturers sont collectivement et familièrement connus sous le nom de dons (maîtres), mais le terme est rarement utilisé par les membres de l’université elle-même. En plus des résidences et des restaurants, les collèges offrent des activités sociales, culturelles et récréatives pour leurs membres. Les collèges ont la responsabilité de l’admission en premier cycle et l’organisation de leurs frais de scolarité ; l’obtention des diplômes en revanche relève de la responsabilité des divers départements.

### Enseignement et diplômes
L’enseignement des étudiants non diplômés est centré sur le tutorat, où de un à quatre étudiants discutent leur travail de la semaine une heure durant avec un membre du personnel universitaire. Il peut s’agir d’un essai (en lettres, souvent en sciences sociales, parfois en mathématiques, physique et sciences de la vie) ou d’un énoncé de problème (souvent en mathématiques, physique et sciences de la vie, parfois en sciences sociales). Les étudiants ont en général une ou deux de ces séances par semaine, et peuvent être pris en charge par des membres du personnel universitaire de leur propre collège comme d’un autre, en fonction de leurs besoins. Ce système de tutorat est complété par des conférences, des cours et des séminaires, qui sont organisés par leur département. Quant aux étudiants diplômés, ils suivent plutôt des cours et des séminaires, bien que leur formation soit surtout centrée sur les recherches individuelles.
C’est l’université elle-même qui est responsable de l’organisation des examens et de l’attribution de diplômes. La réussite de deux séries d'examens est requise pour obtenir le premier diplôme. Cette première série, appelée soit Honour Moderations (les « Mods » et « Honour Mods »), soit Preliminary Examinations (les « Prelims »), est en général passée au terme de la première année (de la seconde pour les étudiants en Droit, Théologie, Philosophie et Théologie, Psychologie expérimentale ou non, Philosophie, et Physiologie, et de la cinquième année pour les étudiants en Lettres Classiques). La seconde série d'examens, appelée Final Honour School (les Finals), est passée au terme du premier cursus. Ceux qui la réussissent reçoivent une mention de première classe, seconde classe supérieure, seconde classe inférieure ou troisième classe en fonction de leurs résultats. La plupart des diplômés le sont avec une mention de seconde classe supérieure, et une première classe est souvent requise pour poursuivre des études approfondies. Un « double first » désigne une mention première classe aux deux séries d’examens. Les diplômes de recherche de master et de docteur sont conférés à ceux qui accomplissent des études approfondies. La tradition veut que les détenteurs d’un bachelor puissent, après sept ans, sans faire d’études supplémentaires, acquérir une mise à niveau de leur diplôme de bachelier vers un « MA », ou Master en Arts. Tous les détenteurs d’un MA sont membres de la Convocation, et jusqu'à 1913, tous les membres résidents de la Convocation étaient membres de la Congrégation. En tant que tels, ils participent à l’élection du Chancelier et du Professeur de Poésie, mais récemment, la Convocation a été élargie de telle sorte qu’elle comprend tous les diplômés,.

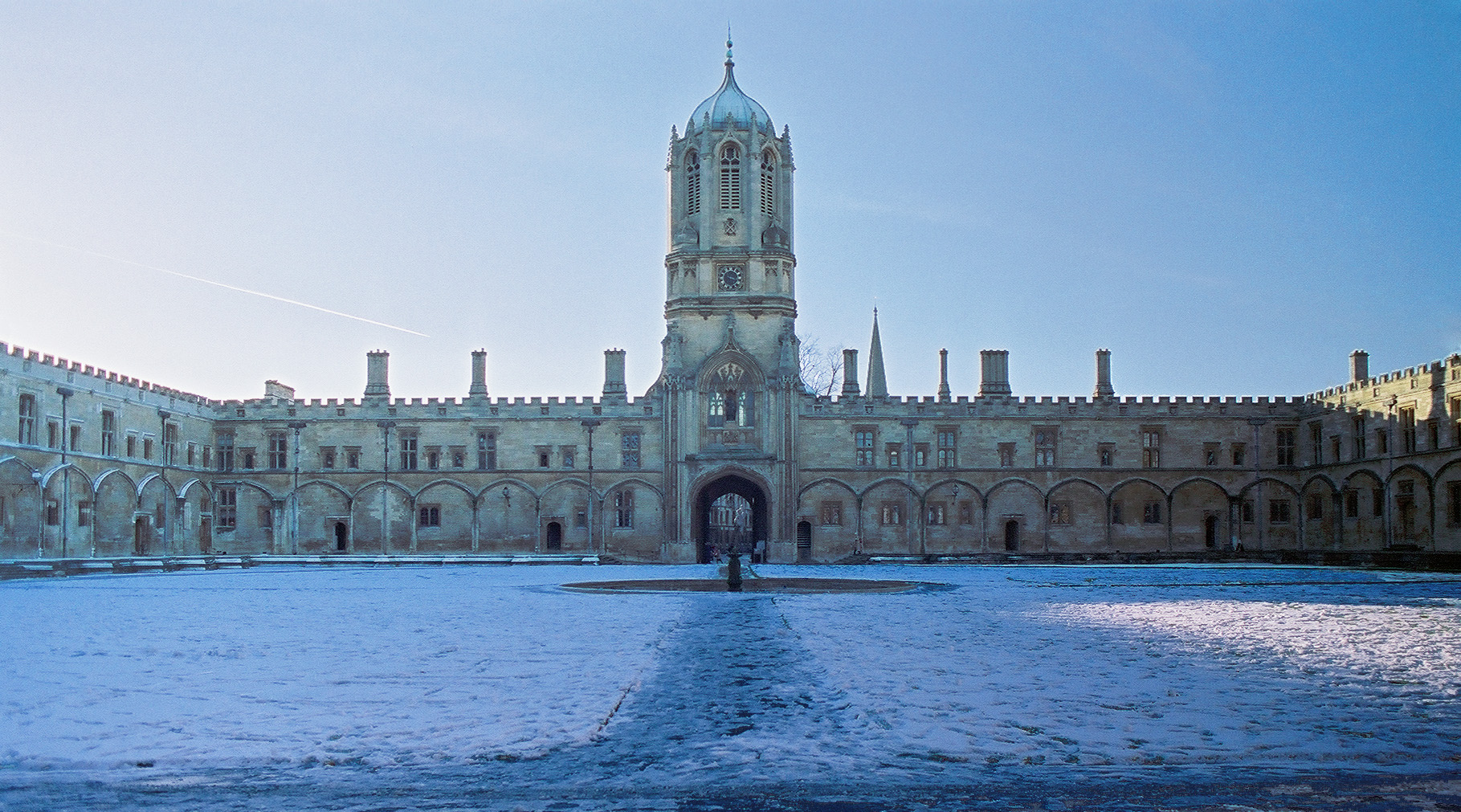
Tom Quad, le Christ Church par temps neigeux.

### Année universitaire
L’année universitaire est divisée en trois périodes, déterminées par le Règlement. La période St-Michel dure d'octobre à décembre ; la période St-Hilaire de janvier à mars, et la période de la Trinité d'avril à juin.
Au cours de ces périodes, le Concile détermine pour chaque année des périodes de cours effectifs de huit semaines chacune. Ces périodes sont plus courtes que celles de la plupart des autres universités britanniques. En outre, il est attendu des étudiants qu’ils travaillent beaucoup durant leurs vacances (vacances de Noël, de Pâques et grandes vacances).
En interne tout du moins, les dates au cours d’une période sont souvent formulées en fonction du début de la période, ainsi la première semaine d’une période est-elle désignée « première semaine », et la dernière, « huitième semaine ». La numérotation des semaines continue après la fin de la période, puis recommence à rebours de la période suivante, ainsi, la « semaine moins une » (minus first week) et la « semaine zéro » (noughth week) précèdent la première semaine d'une période. Les semaines commencent le dimanche. Les étudiants doivent être sur place à partir du jeudi de la semaine zéro.

### Nombre d'étudiants
|                | 2015   | 2014   | 2013   | 2012   | 2011   | 2010   |
| -------------- | ------ | ------ | ------ | ------ | ------ | ------ |
| Undergraduates | 11 603 | 11 703 | 11 772 | 11 833 | 11 752 | 11 723 |
| Postgraduates  | 10 499 | 10 173 | 9 850  | 9 857  | 9 621  | 9 327  |
| Autres (VRO)   |        | 472    | 494    | 488    | 499    | 485    |
| Total          | 22 602 | 22 348 | 22 116 | 22 178 | 21 872 | 21 535 |

### Traditions
La robe académique est encore aujourd’hui courante à Oxford ; jusqu’aux années 1960, les étudiants la portaient en permanence. Elle est requise lors des examens et lors de la présence de visiteurs dans l’université. Les autres coutumes et traditions varient d’un collège à l’autre, l’une des plus communes consistant à porter une toge pour dîner dans le hall.

## Aspects financiers
Au cours de l’année universitaire 2005-2006, l’université a bénéficié de 608 millions de livres de rentrée, et les collèges 237 millions (dont 41 millions provenant de l’université). En ce qui concerne l’université, l’argent vient principalement de l’HEFCE (en) (166 millions) et des bourses de recherche (213 millions). Quant aux collèges, leurs principales rentrées proviennent de dons (82 millions) et des charges de résidence (47 millions). Bien que l’université dispose du plus grand budget de fonctionnement, ce sont les collèges qui disposent du plus grand budget total, environ 2,7 milliards contre 900 millions pour l’université. Le budget de l'université centrale, comme celui de la plupart des collèges, est géré par un bureau de gestion faisant partie intégrante de l'Université, l'Oxford University Endowment Management, formé en 2007.
L’université a de plus lancé une campagne de récolte de fonds en mai 2008, appelée Oxford Thinking – The Campaign for the University of Oxford. Avec un objectif de minimum 1,25 milliard, cette campagne vise à renforcer trois domaines : les programmes et postes universitaires, le soutien aux étudiants, et enfin les infrastructures.

## Profil académique

### Âge
Oxford ne fixe aucune limite d’âge, inférieure comme supérieure, quant à l’admission de ses étudiants. Historiquement, il était courant que les garçons entrent à l'université entre quatorze et dix-neuf ans. Jeremy Bentham, qui y entra en 1761 à l'âge de treize ans, était considéré comme anormalement jeune.
Aujourd'hui, l’âge habituel d’entrée est entre dix-huit ou dix-neuf ans, après le passage du baccalauréat. Les étudiants adultes, en minorité dans la plupart des collèges, sont très nombreux au Collège Ruskin (en). Le Collège Harris Manchester est réservé aux étudiants ayant au moins 21 ans. En théorie, il est possible d’entrer à l’université aussi jeune que l’on soit à condition de satisfaire les exigences d'entrée, ainsi Ruth Lawrence entra-t-elle à l'université d'Oxford en 1983, à l'âge de douze ans.

### Procédure
Les étudiants potentiels passent par le système UCAS (en), commun à la plupart des universités britanniques, mais (comme pour les futurs étudiants en médecine ou dentisterie, et comme pour les étudiants de Cambridge) doivent être inscrits pour le 15 octobre au plus tard. Afin de permettre un jugement plus personnalisé des étudiants, il est impossible de poser sa candidature pour Oxford et Cambridge la même année. Les seules exceptions à cette règle concernent les étudiants-organistes et les étudiants qui possèdent déjà un diplôme. Les étudiants de toutes origines sont encouragés à tenter leur chance, avec des « données contextuelles » (des facteurs qui peuvent influencer les résultats des examens préliminaires) prises en compte lors de la procédure d'admission. L'université considère qu'il existe de nombreux étudiants potentiels dans les milieux peu favorisés, et regrette de ne pouvoir les accueillir uniquement parce qu'ils ne posent pas leur candidature.
La plupart des candidats choisissent de poser leur candidature dans un des collèges, qui travaillent de concert afin de s'assurer que les meilleurs étudiants obtiennent la place qu'ils désirent. La sélection des étudiants se base sur les résultats d'examen obtenus et prévus, sur le passé scolaire et, dans certains cas, sur un examen d'entrée ou sur un travail écrit. Environ 60 % des étudiants sont pris, bien que cela puisse varier selon le domaine d'étude. Si un trop grand nombre de candidats sélectionnés ont choisi le même collège, ils sont aléatoirement redirigés vers un second choix. Les collèges invitent les candidats sélectionnés à un entretien, au cours duquel logement et nourriture leur sont fournis, pendant au moins trois jours, en décembre. En 2007, les collèges, facultés et départements ont publié une "structure commune" répertoriant les principes et procédures qu'ils observent. Avant 2020, ces entretiens se déroulaient normalement en personne, mais ont été déplacés en ligne pendant la pandémie de Covid-19 et sont restés en ligne depuis.
Les invitations sont envoyées peu avant Noël, provenant en général d'un collège en particulier. Un étudiant sélectionné sur quatre reçoit une invitation d'un collège qu'il n'a pas choisi. Certains cursi peuvent envoyer des « invitations ouvertes » à certains candidats, qui ne se lient à aucun collège en particulier avant les résultats du A-Level en août,.
En ce qui concerne l'admission d'étudiants non diplômés, nombreux sont les collèges qui expriment une préférence pour les candidats qui comptent mener des recherches dans un des domaines de prédilection du collège. Le Collège St Hugh, par exemple, déclare accepter les étudiants en de nombreux domaines, en particulier les domaines qui intéressent le personnel universitaire du collège. Peut-être en conséquence de cela, il n'est pas rare pour un étudiant diplômé de faire partie du collège de son superviseur, alors que rien ne l'oblige. En ce qui concerne les étudiants diplômés, l'admission est examinée par le département concerné avant d'être traitée par un collège.

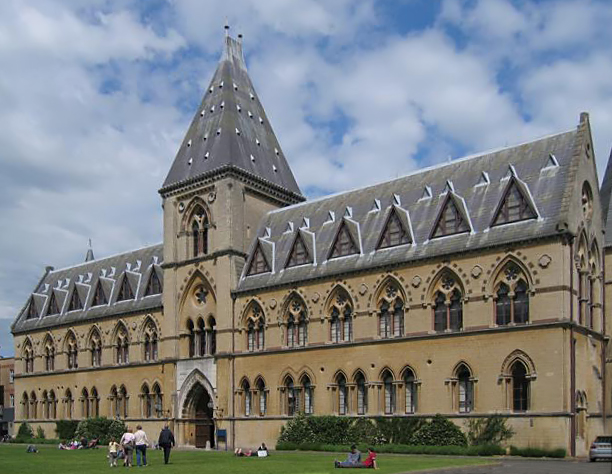
Musée d'histoire naturelle de l'université d'Oxford.

### Accès
L’université estime que sa politique d’admission évite tout préjugé quant à l’origine socio-économique du candidat. Cependant, l’équité de l’université d’Oxford a été le sujet d’une controverse publique à la suite d'épisodes tels que l’affaire Laura Spence (en) en 2000, du nom d'une jeune étudiante d'une école publique dont la candidature avait été rejetée par l'université. Les places à Oxford et à Cambridge restent un objectif majeur pour de nombreuses écoles, et le manque de mixité sociale au sein de l’université demeure au centre des débats. Les accusations de racisme proférées à demi-mot ont toutefois pu être réfutées par la comparaison des résultats du A-Level. En 2007, l’université a affiné sa procédure d’admission afin de prendre en compte les performances scolaires de ses candidats.
Les étudiants provenant d’établissements publics présentent un taux de sélection relativement proche de celui des étudiants venant d’établissements privés (19 % contre 24 % en 2010). Cependant, la plupart des étudiants venant d’établissement publics acceptés à Oxford viennent d’écoles « d’élite » particulièrement sélectives. Plus de la moitié des candidatures proviennent du secteur public, attirés par les nombreuses initiatives menées en ce sens par l’université d'Oxford, comme les UNIQ Summer Schools, les Oxford Young Ambassadors, les Target Schools, et la FE Access Initiative. En ce qui concerne cette première opération, de tous les étudiants UNIQ qui vinrent en automne 2010 afin d'entrer à l'université en 2011-2012, 39 % d’entre eux y obtinrent une place. Le taux moyen d'acceptation des candidats est en général de l’ordre de 20 %.
La plupart des collèges présentent en outre certaines variantes quant aux initiatives et procédures d'admission.

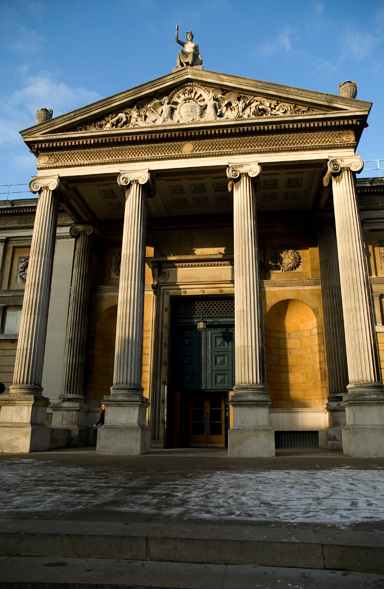
Le Ashmolean Museum est le plus ancien musée britannique.

En 2002, l’université d’Oxford a financé un projet de recherche mené par le professeur Anthony Heath. Près de deux mille candidats à l’admission ont participé au projet, un tiers d’entre eux environ a été admis. Le projet a montré qu’en règle générale, les tuteurs traitaient plus favorablement les candidats d’établissement publics que ceux des établissements privés, à résultats égaux. Les recherches suggèrent en outre que cette différence se justifie par le fait que les étudiants venant d’écoles privées ont besoin d’obtenir de meilleurs résultats à l'examen d’entrée que ceux venant d’écoles publiques pour espérer un même résultat aux examens finaux. Enfin, l’étude a montré que les candidats en des domaines artistiques ont un avantage lors de la sélection lorsqu'ils disposent d'un grand capital culturel.
Les étudiants adultes et ceux à temps partiel sont soutenus par l’Oxford University Department for Continuing Education. La plupart des étudiants à temps partiel fréquentent le Kellogg College, même si quelques autres collèges les acceptent aussi.

### Bourses d'études et soutien financier
De nombreuses formes de soutien financier existent pour ceux qui veulent étudier à Oxford. Les Oxford Opportunity Bursaries, introduites en 2006, sont des bourses que l’université peut offrir à tout étudiant britannique. D’un montant potentiel de 10 235 livres pour trois ans, c’est la bourse d’études la plus généreuse offerte par une université britannique. De plus, les collèges offrent également des bourses à leurs étudiants si cela s’avère nécessaire. En ce qui concerne les études approfondies, l’université propose également diverses bourses pour tous les parcours, des bourses Rhodes aux nouvelles Bourses Weidenfeld.
Les étudiants qui réussissent leurs examens préliminaires sont récompensés par leur collège par des bourses, normalement le résultat d’une dotation à long terme, bien que lorsque les frais d’inscription ont été abolis les montants disponibles devinrent symboliques. Les boursiers ont le droit de porter une robe d’étudiant plus ample ; les « commoners » (le terme désigne à la base ceux qui devaient payer pour leur nourriture et leur logement) étant limités à un habit sans manches et plus court. Le terme « boursier » a à Oxbridge un sens particulier, et implique un certain mérite, une certaine compétence universitaire. Autrefois, on distinguait les noblemen commoners des gentlemen commoners, mais ces rangs furent abolis au XIXe siècle. Les bourses « fermées », disponibles uniquement pour les candidats remplissant des conditions spécifiques telle que de venir d'une école en particulier, n'existent plus que de nom.
À partir de la création de l’Église d'Angleterre jusqu'en 1866, il était nécessaire de faire partie de cette Église pour obtenir un bachelier à Oxford, et les « hérétiques » ne peuvent y passer un master que depuis 1871. La connaissance du grec ancien fut requise jusqu'en 1920, celle du latin jusqu'en 1960. Les femmes ne peuvent travailler à l’université que depuis 1920.

## Collections

### Bibliothèques

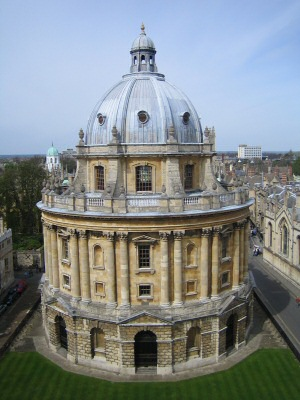
La Radcliffe Camera, salle de lecture de la bibliothèque Bodléienne au cœur de la ville d’Oxford.

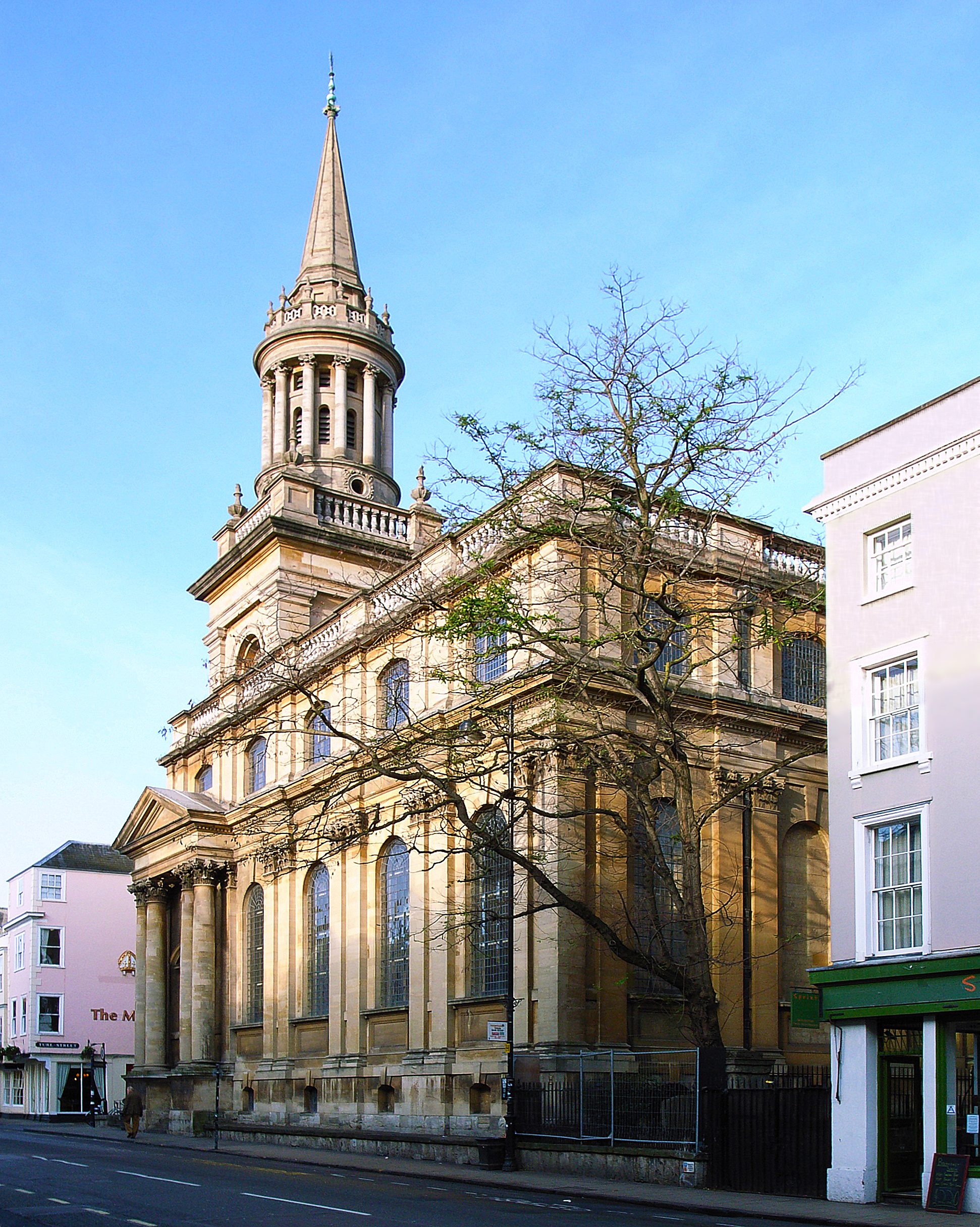
La All Saints Church, aujourd’hui bibliothèque du Lincoln College, sur High Street.

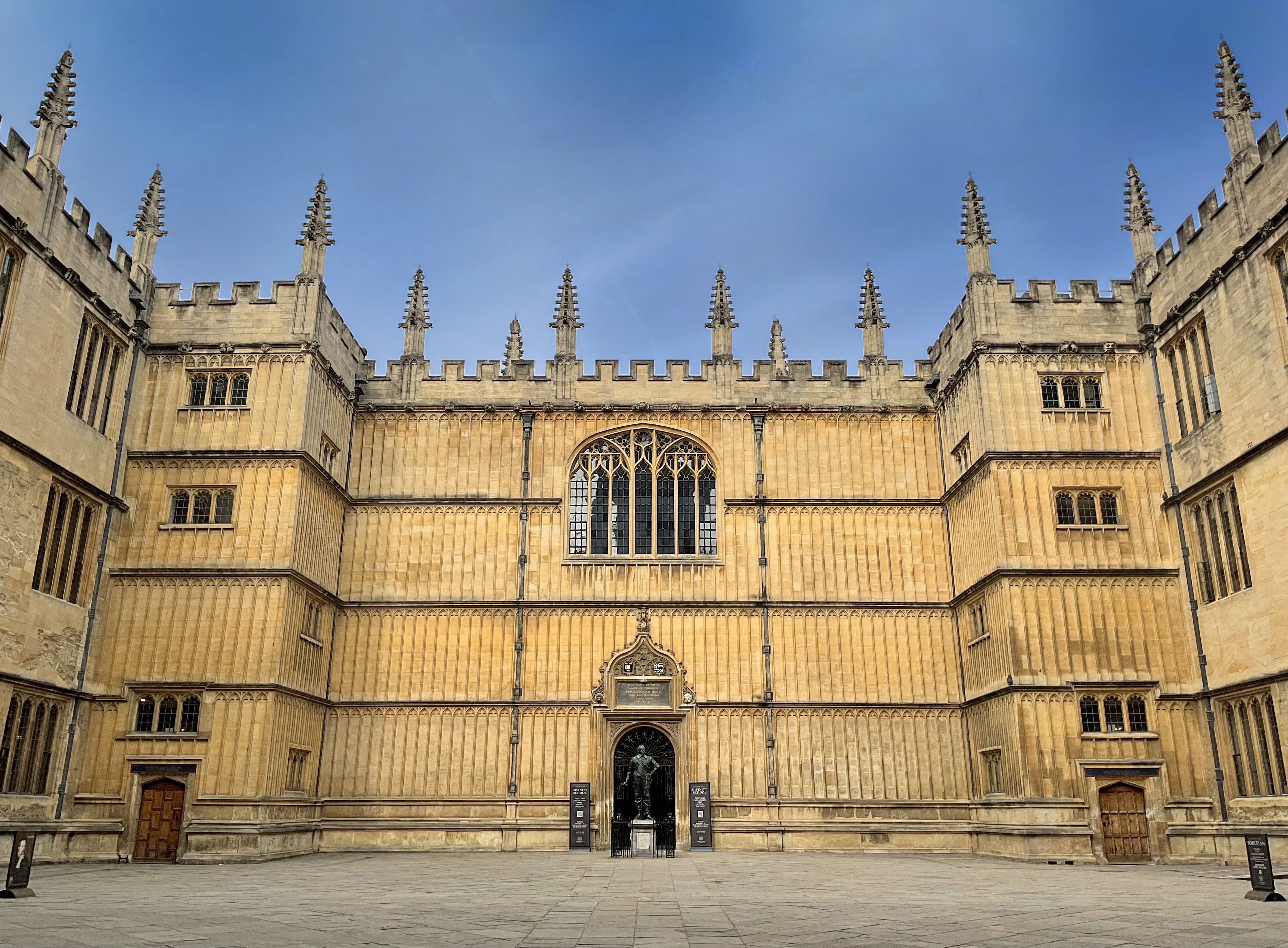
Bodleian Library.

La bibliothèque centrale d’Oxford est la bibliothèque Bodléienne, fondée par Sir Thomas Bodley en 1598 et ouverte en 1602. Avec plus de 8 millions de volumes représentant 188 kilomètres de rayonnages, c’est la deuxième plus grande bibliothèque au Royaume-Uni, après la British Library. C’est une bibliothèque de dépôt légal, ce qui signifie qu’elle est autorisée à demander une copie gratuite de chaque livre édité au Royaume-Uni. Ses collections se développent à un rythme de plus de cinq kilomètres de rayonnage par an.
Les sites principaux de la bibliothèque sont le Radcliffe Camera, le Old Schools Quadrangle, le Clarendon Building et la Nouvelle Bibliothèque Bodléienne, construite dans les années 1930 sur les plans de Sir Giles Gilbert Scott, appelée aussi Bibliothèque Weston. Un tunnel sous Broad Street relie les bâtiments. La Bodléienne gère également les fonds d’autres bibliothèques comme ceux de la bibliothèque Bodléienne de droit, de la bibliothèque de l’Institut d’études indiennes, la bibliothèque scientifique de Radcliffe et la bibliothèque de l’Institut oriental. La construction d’un nouveau dépôt de livres à Osney Mead où elle était initialement prévue ayant été refusée par la municipalité d’Oxford, c’est Swindon qui a repris le coûteux projet (26 millions de £) du Book Storage Facility (BSF), où six millions et demi de document ont commencé à être transférés en octobre 2010. La rénovation de la Nouvelle Bibliothèque Bodléienne, afin de mieux mettre en valeur le patrimoine de la bibliothèque (entre autres, un premier folio de Shakespeare, une Bible de Gutemberg) est engagée et le projet présenté au public en mars 2010. Les travaux, commencés en septembre 2010, devraient durer cinq ans et bâtiment rouvrir en 2015.
Outre la Bodléienne, il y a plusieurs bibliothèques spécialisées à Oxford, comme la Bibliothèque Sackler qui possède des collections classiques. De plus, la plupart des départements gèrent leur propre bibliothèque de même que tous les colleges. Un nouveau dépôt de livres fut ouvert à South Marston, Swindon en octobre 2010.
Le catalogue de la collection de l’université est informatisé par OLIS, acronyme pour Oxford Libraries Information System (Système d’information des bibliothèques d’Oxford). Le Oxford University Library Services à la tête duquel se trouve le directeur de la bibliothèque Bodléienne, est le service administratif responsable de l’ensemble des bibliothèques d’Oxford. La Bodléienne est actuellement[Quand ?] engagée dans un projet de numérisation massive avec Google,.

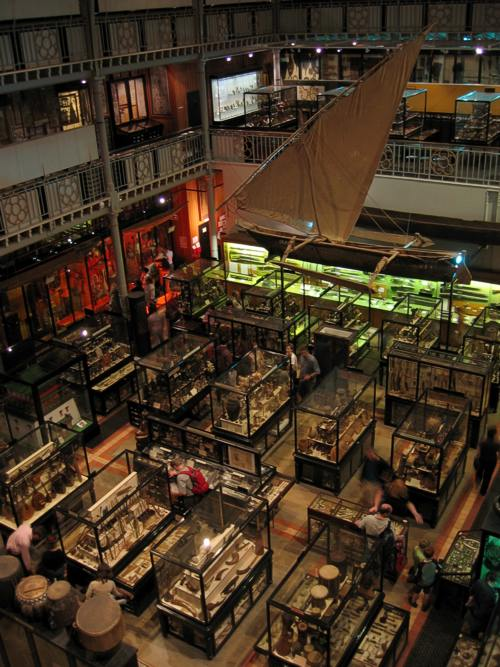
L’intérieur du Pitt Rivers Museum.

### Musées
En plus de ses bibliothèques, Oxford possède un certain nombre de musées et de galeries. L’Ashmolean Museum, fondé en 1683, est le plus ancien musée du Royaume-Uni, et le plus ancien musée universitaire au monde. Il détient d’importantes collections d’art et d’archéologie, y compris des œuvres de Michel-Ange, Léonard de Vinci, Turner, et Picasso, ainsi que des trésors tels que le Casse-tête Scorpion, le Marbre de Paros et le Joyau d'Alfred. Il contient aussi Le Messie, un stradivarius dans son état d'origine, considéré par certains comme l’un des plus beaux exemplaires existants. L’Ashmolean rouvrit ses portes en novembre 2009, après sa rénovation. Elle coûta 49 millions de livres, et permit de doubler l’espace d’exposition et d’installer de nouveaux équipements.
Le musée d’histoire naturelle abrite les spécimens anatomiques et d’histoire naturelle de l’université. Il est constitué d’un grand bâtiment néo-gothique situé sur Parks Road, sur le campus des Sciences de l’université,. On y trouve les squelettes d’un Tyrannosaurus rex et de triceratops, et les restes les plus complets que l’on ait trouvés d’un dodo. Il abrite aussi la chaire Simonyi, en ce moment occupée par Marcus du Sautoy.

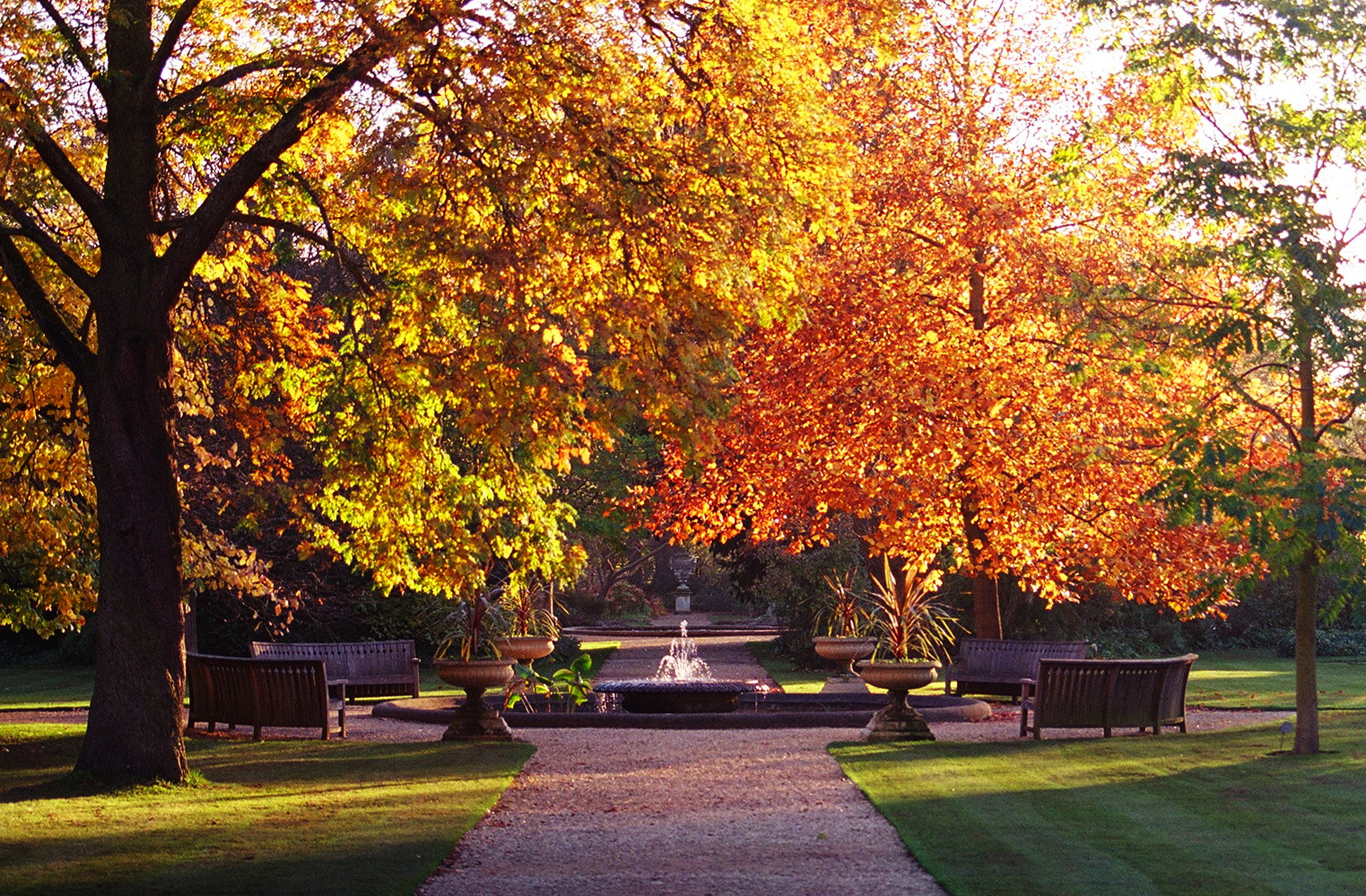
Le Walled Garden du jardin botanique en automne.

Annexé au musée d’histoire naturelle, le Pitt Rivers Museum, fondé en 1884, abrite les collections anthropologiques et archéologiques de l’université, c'est-à-dire plus de 500 000 objets. Une nouvelle annexe de recherche a été récemment construite, et depuis lors son personnel est impliqué dans les cours d’anthropologie de l’université, établis à la suite de la donation du Général Augustus Pitt Rivers, parrain du musée.
Le musée d’histoire de la Science se trouve à Broad St dans le plus ancien bâtiment construit spécifiquement pour un musée du monde encore debout. Il contient 15 000 pièces, de l’Antiquité au XXe siècle, représentant à peu près tous les aspects de l’histoire des sciences. Au sein de la Faculté de musique, à St Aldate, se trouve la Bate Collection d’instruments de musique, composée principalement d’instruments de musique classique occidentale, du Moyen Âge à aujourd’hui. Le jardin botanique est le plus ancien jardin botanique du Royaume-Uni, et le troisième plus ancien jardin scientifique au monde. Il abrite des spécimens d’environ 90 % des espèces végétales du monde. Quant à la Christ Church Picture Gallery, elle abrite une collection de plus de 200 œuvres des old masters, les grands maîtres de la peinture ancienne.

## Réputation
Dans le Guide des bonnes universités du Times de 2008, Oxford est classée meilleure université du Royaume-Uni, suivie par Cambridge. Oxford est classée première en Sciences politiques, en Sciences physiologiques, en anglais, en Beaux-Arts, en Études commerciales, en Études sur l'Afrique et le Moyen-Orient, en Musique, en Philosophie, et partage avec Cambridge la première place en ce qui concerne l’Éducation et la Linguistique. Oxford est classée seconde, après Cambridge, en dix-sept autres domaines. L’université est en outre troisième dans trois domaines, troisième ex æquo dans un autre, et quatrième, cinquième et sixième ex æquo dans un domaine à chaque fois.
Dans la sixième catégorie du classement du Guardian (à savoir les universités dont les étudiants obtiennent au moins quatre cents points UCAS), Oxford est classée première en anatomie et physiologie, en anthropologie, en biologie, en médecine, en études commerciales et de management, en géologie et océanographie, en économie, en anglais, en droit, en ingénierie des matières et minéraux, en langues modernes, en musique, en sciences politiques, en psychologie, et en sociologie. Oxford est classée seconde derrière Cambridge en géographie, archéologie, lettres classiques, histoire, histoire de l’art, mathématiques, philosophie, théologie et sciences religieuses. Oxford est en outre classée seconde en ingénierie générale et en informatique, troisième en beaux-arts et en physique et ingénierie générale, quatrième en chimie.
Dans le classement académique des universités mondiales par l'université Jiao Tong de Shanghai de 2010, Oxford est classée dixième au monde, et seconde d'Europe.
Dans le Times Higher Education World University Rankings de 2011, Oxford est classée quatrième au monde (la première place étant occupée par le Caltech, et Harvard et Stanford se partageant la seconde place), et première d’Europe. Dans le Classement mondial des universités QS de 2011, l’université d’Oxford est classée cinquième au monde (l’université de Cambridge occupant la première place), et était sixième en 2010, seule année où elle n’occupa pas le top 5 du Times Higher Education–QS World University Rankings (en), qui existe depuis 2004 (en 2010, le Times Higher Education World University Rankings et le QS World University Ranking ont publié des classements distincts).
En 2009, l’université a été classée seconde au monde pour les arts et lettres, troisième en matière de sciences de la vie et de biomédecine, et cinquième en sciences naturelles. Oxford est en outre seconde au monde en termes d’employabilité de diplômés. Selon le Times Higher Education World Reputation Rankings de 2011, basé sur une enquête auprès de 13 338 académiciens sur 131 pays, ce qui est la plus grande enquête jamais menée en milieu universitaire, Oxford fait partie des six meilleures universités, réputées 'globally recognised super brands'.
Oxford est une des quatre universités britanniques qui appartiennent au Groupe Coimbra, une des quatre universités britanniques de la Ligue européenne des universités de recherche, et une des trois universités britanniques à appartenir à l’un et l’autre. C’est aussi la seule université britannique à appartenir au groupe Europaeum.
Oxford fait partie du Golden Triangle qui réunit les 6 universités britanniques les plus élitistes réparties entre Oxford, Cambridge et Londres.

## Classements
|                                                                          | 2012 | 2011 | 2010 | 2009 | 2008 | 2007 | 2006 | 2005 | 2004 | 2003 | 2002 | 2001 | 2000 | 1999 | 1998 | 1997 | 1996 | 1995 | 1994 | 1993 |
| ------------------------------------------------------------------------ | ---- | ---- | ---- | ---- | ---- | ---- | ---- | ---- | ---- | ---- | ---- | ---- | ---- | ---- | ---- | ---- | ---- | ---- | ---- | ---- |
| Times Good University Guide                                              | 1re  | 1re  | 1re  | 1re  | 1re  | 1re  | 1re  | 1re  | 1re  | 1re  | 2e   | 3e   | 3e   | 3e   | 2e   | 2e   | 2e   | 2e   | 2e   | 2e   |
| Guardian University Guide                                                | 2e   | 1re  | 1re  | 1re  | 1re  | 1re  | 2e   | 1re  | 2e   | 2e   | 2e   |      |      |      |      |      |      |      |      |      |
| Sunday Times University Guide                                            |      | 1re  | 1re  | 2e   | 2e   | 2e   | 2e   | 2e   | 2e   | 2e   | 2e   | 2e   | 2e   | 2e   | 2e   |      |      |      |      |      |
| Independent Complete University Guide soutenu par PricewaterhouseCoopers | 2e   | 1re  | 1re  | 1re  | 2e   |      |      |      |      |      |      |      |      |      |      |      |      |      |      |      |
| Daily Telegraph                                                          |      |      |      |      |      | 2e   |      |      |      | 4e   | 4e   |      |      |      |      |      |      |      |      |      |
| FT                                                                       |      |      |      |      |      |      |      |      |      | 2e   | 2e,  | 2e   | 2e   | 3e   | 3e   |      |      |      |      |      |

Dans les classements mondiaux, elle apparaît dans des bonnes positions. Ainsi dans plusieurs Palmarès universitaires, elle se classe souvent dans le top 10.

## Personnalités liées à l'université
Nombreux sont les anciens étudiants de l'université d'Oxford à s'être illustrés dans leur domaine ; on les désigne parfois comme alumni de l'université.
Trente-six premiers ministres britanniques ont étudié à Oxford, dont William Gladstone, Herbert Asquith, Clement Attlee, Harold Macmillan, Harold Wilson, Edward Heath, Margaret Thatcher, Tony Blair, David Cameron et plus récemment Theresa May.
Au moins trente dirigeants mondiaux ont étudié à Oxford. Ce nombre comprend Harald V de Norvège, Abdallah II de Jordanie, quatre premiers ministres australiens (John Gorton, Malcolm Fraser, Bob Hawke et Tony Abbott),, deux premiers ministres canadiens (Lester B. Pearson et John Turner),, deux premiers ministres indiens (Manmohan Singh et Indira Gandhi),, quatre premiers ministres pakistanais (Liaquat Ali Khan, Huseyn Shaheed Suhrawardy, Zulfiqar Ali Bhutto, et Benazir Bhutto), S. W. R. D. Bandaranaike du Sri Lanka, Norman Washington Manley de Jamaïque, Eric Williams (premier ministre de la Trinité-et-Tobago), Álvaro Uribe (ancien président de Colombie), Abhisit Vejjajiva (ancien premier ministre de Thaïlande) et Bill Clinton (il est le premier président des États-Unis à avoir étudié à Oxford, en l'occurrence à University College),. Arthur Mutambara (premier ministre député du Zimbabwe), étudia lui aussi au Merton College en 1991. La princesse Élisabeth de Belgique y est entré en 2021. L'activiste démocrate birmane et lauréate du prix Nobel, Aung San Suu Kyi, étudia au St. Hugh College. En la comptant, quarante-sept prix Nobel ont étudié ou enseigné à Oxford.
Oxford a de plus produit au moins treize saints et vingt archevêques de Cantorbéry, y compris Rowan Williams, qui étudia au Wadham College et fut par la suite professeur à la Christ Church,. Le réformateur religieux John Wycliffe devint Master à Oxford, au Balliol College. Le fondateur du méthodisme, John Wesley, étudia à la Christ Church et était affilié au Lincoln College. Le grand représentant du "Mouvement d'Oxford" ou "mouvement tractarien" au XIXe siècle, John Henry Newman, converti en 1845 au catholicisme, devenu cardinal en 1879, canonisé en 2019, étudiant à Trinity College, fellow de Oriel College. D'autres figures religieuses ont aussi étudié à Oxford : Mirza Nasir Ahmad, le troisième Calife de la communauté musulmane Ahmadiyyia, et Shoghi Effendi, l'un des dirigeants de la foi Baha'ie.
Quelque cinquante médaillés olympiques ont des liens académiques avec l'université, dont Sir Matthew Pinsent, quadruple médaille d'or en aviron,. T. E. Lawrence étudia au Jesus College, et l'explorateur, courtisan et homme de lettres Sir Walter Raleigh étudia au Oriel College mais parti avant d'avoir obtenu un diplôme. Le magnat australien Rupert Murdoch étudia lui aussi à Oxford.
La longue liste des écrivains qui ont un lien avec l'université d'Oxford comprend John Fowles, Theodor Geisel, Thomas Middleton, Samuel Johnson, Robert Graves, Evelyn Waugh, Lewis Carroll, Aldous Huxley, Oscar Wilde, C. S. Lewis, J. R. R. Tolkien, Graham Greene, V. S. Naipaul, Philip Pullman, Joseph Heller, Vikram Seth, Iris Murdoch, Dorothy L. Sayers, A. S. Byatt, Vera Brittain, les poètes Percy Bysshe Shelley, John Donne, A. E. Housman, W. H. Auden, T. S. Eliot, Wendy Perriam et Philip Larkin, et sept lauréats de poésie (Thomas Warton, Henry James Pye, Robert Southey, Robert Bridges, Cecil Day-Lewis, Sir John Betjeman, et Andrew Motion), Adrienne Rich, Upile Chisala.
Les économistes Adam Smith, Alfred Marshall, E. F. Schumacher, Kate Raworth et Amartya Sen, les géographes Doreen Massey et Gillian Rose, ainsi que les philosophes Robert Grosseteste, William d'Ockham, John Locke, Thomas Hobbes, Jeremy Bentham, et A. J. Ayer ont tous passé du temps à Oxford.
Certains savants notables comme Robert Hooke, Stephen Hawking, Richard Dawkins, Frederick Soddy, Tim Berners-Lee, co-inventeur du World Wide Web, et Dorothy Hodgkin ont étudié à Oxford. Robert Boyle, Albert Einstein, Edwin Hubble, Erwin Schrödinger ont eux aussi passé du temps à l'université. La spécialiste des sciences sociales Barbara Harrell-Bond fait ses études au Lady Margaret Hall avant de fonder le Refugee Studies Center de l'université. Bolanle Awe, l'historienne nigériane, également.
L'ingénieur-mathématicien Aubin Eyraud y a également enseigné. L'ingénieure kényane Gladys Ngetich a pu y étudier, et y enseigner.
Les compositeurs Sir Hubert Parry, George Butterworth, John Taverner, William Walton, James Whitbourn et Andrew Lloyd-Webber ont tous un jour fréquenté l'université.
Les acteurs Hugh Grant, Kate Beckinsale, Dudley Moore, Michael Palin, Anna Popplewell, l'actrice Emma Watson et Terry Jones ont été diplômés de l'université d'Oxford, tout comme le gagnant aux Oscars Florian Henckel von Donnersmarck et les réalisateurs Ken Loach et Richard Curtis. Des sportifs comme Imran Khan. ont étudié à l'université.
Plus d'informations sur les membres célèbres de l'université d'Oxford peuvent être trouvées sur les articles de chaque collège (un même personnage peut bien entendu avoir des liens avec plusieurs collèges distincts).

## Affiliations et partenariats
Plusieurs grandes organisations et institutions officielles ont des liens avec l'université d'Oxford :

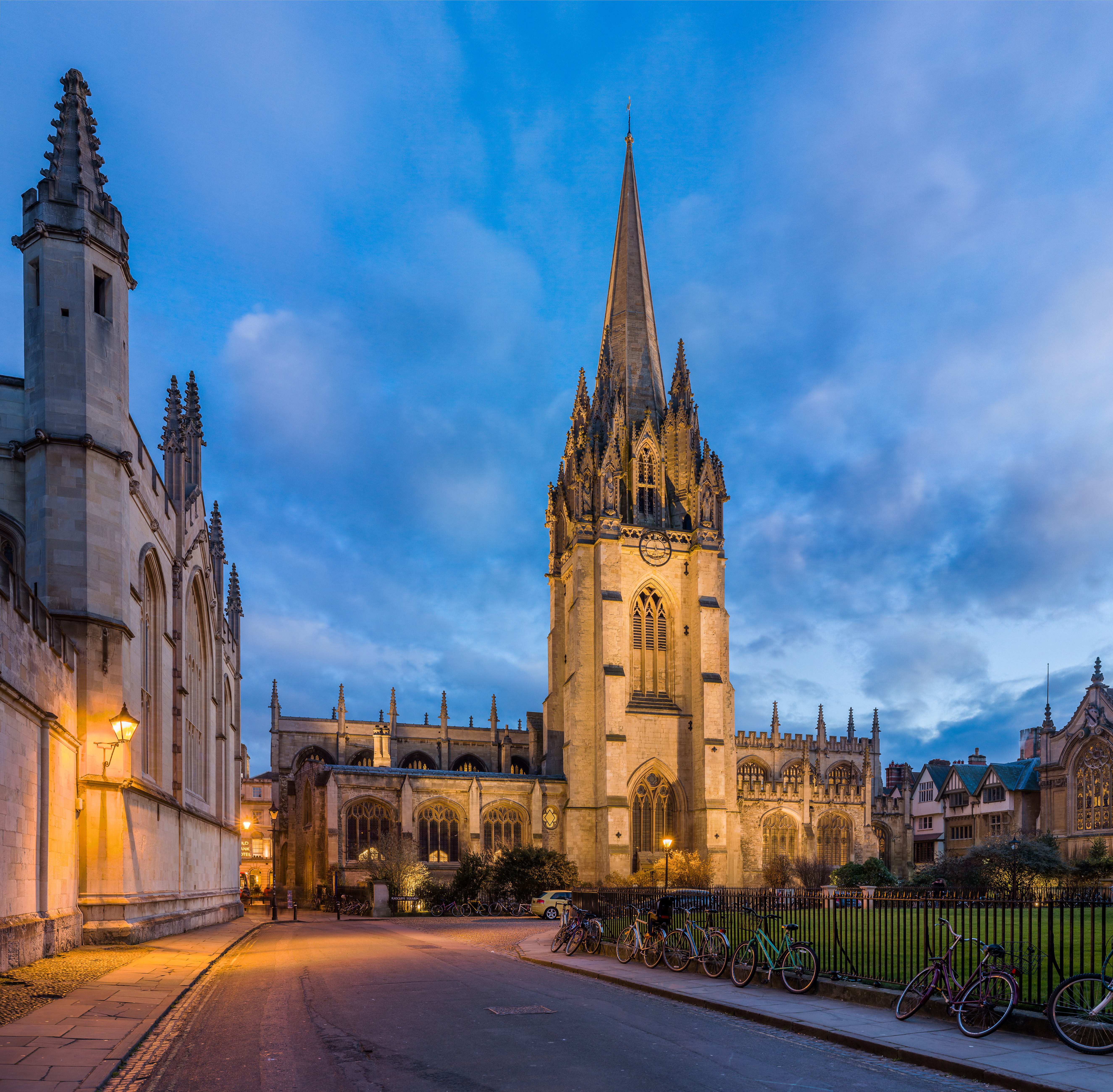
L'église universitaire Sainte-Marie-la-Vierge.

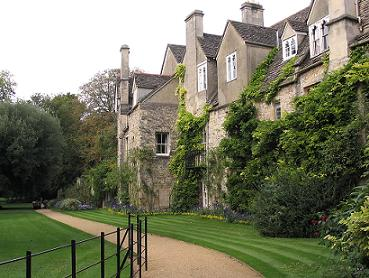
Le Worcester College, arrière de cottages médiévaux.

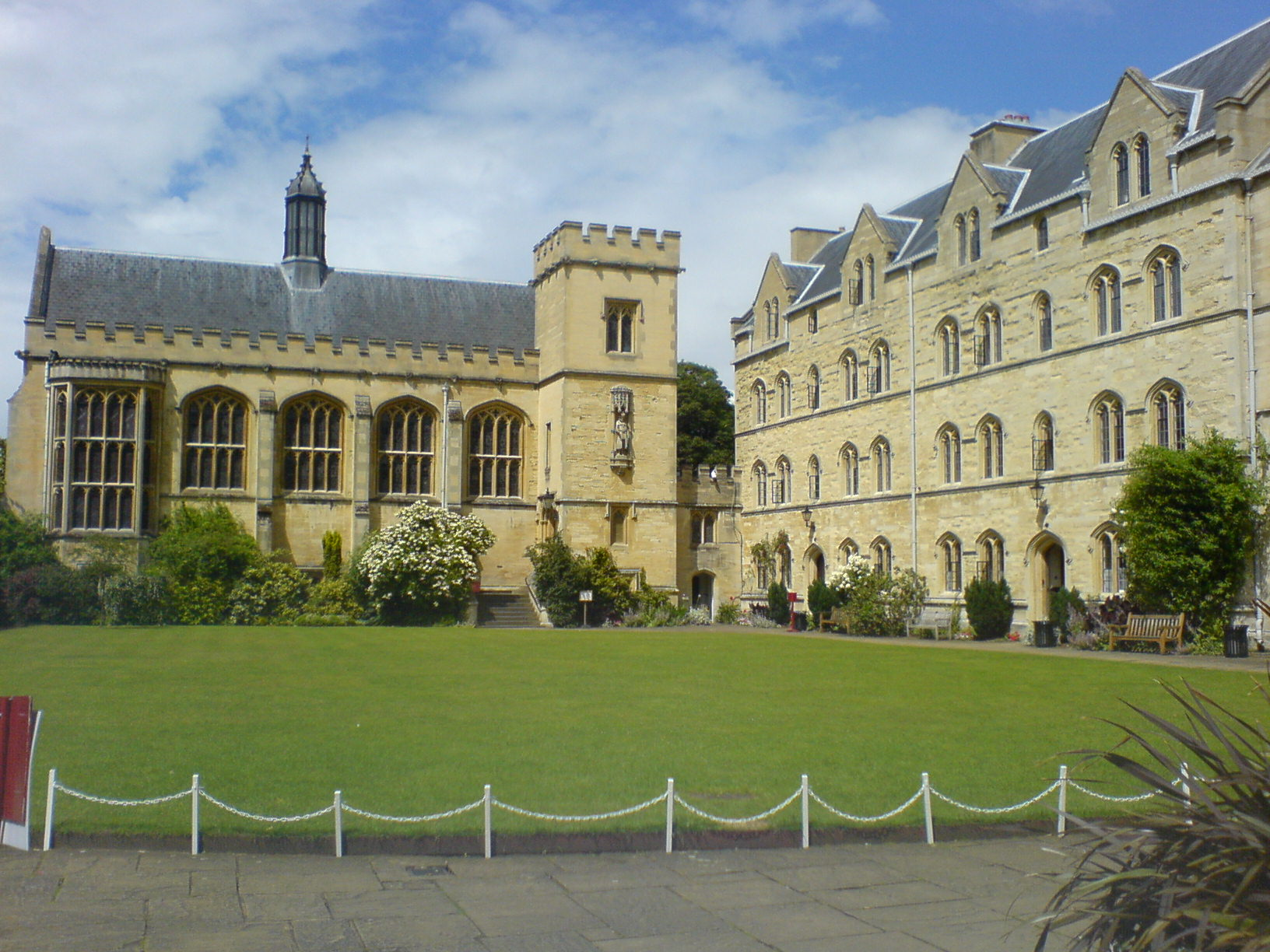
Le Pembroke College.

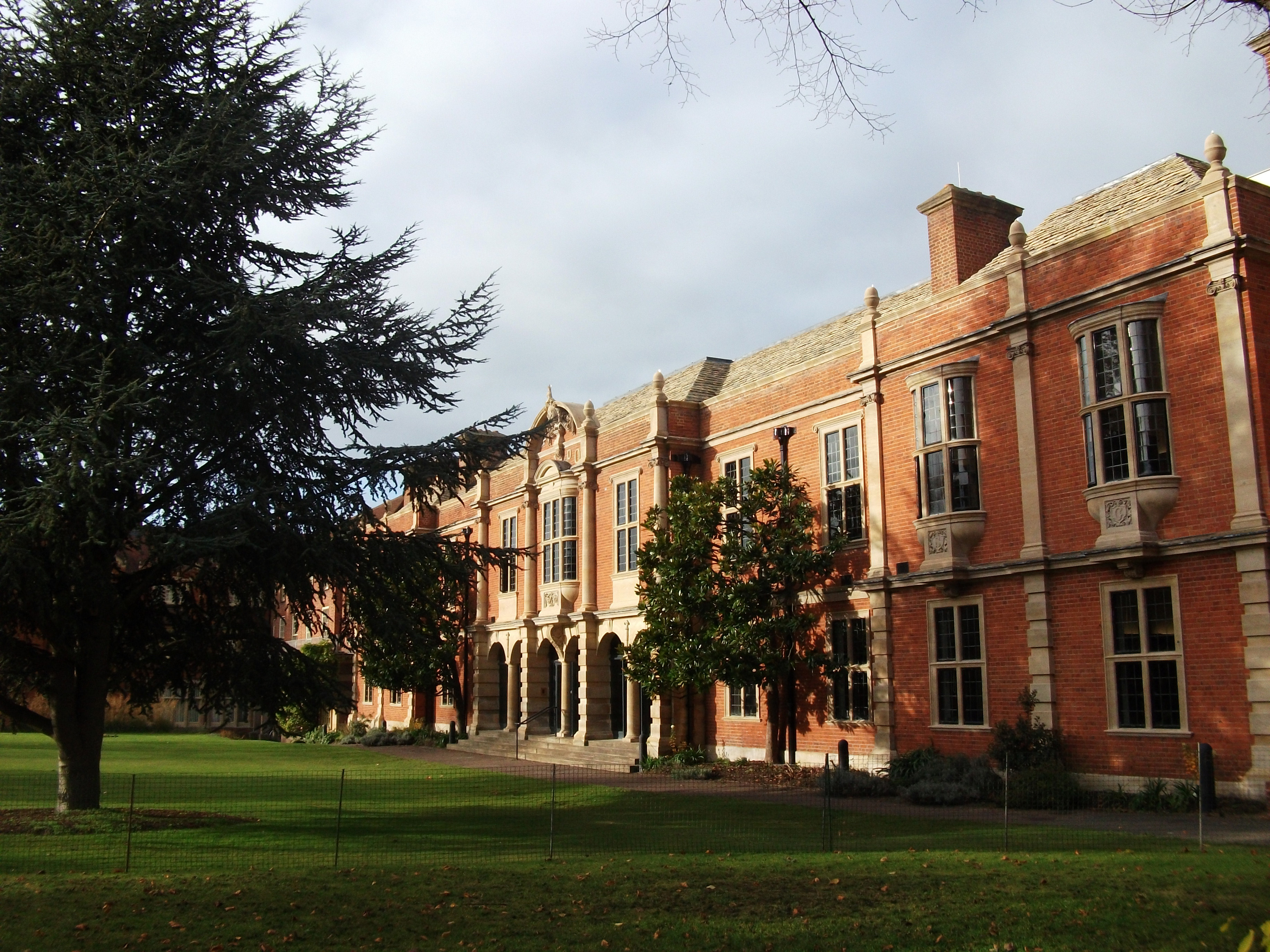
La bibliothèque de Somerville College.

### Clubs et sociétés
Quelques-uns des sociétés et clubs les plus anciens et les mieux connus de l'université sont :
- Oxford University A.F.C. (club de football)
- Oxford University Boat Club (en) (club de rameurs participant notamment à The Boat Race)
- Oxford University Cricket Club (équipe de cricket qui participe à des matchs en First Class Status. L'équipe participe aux compétitions universitaires)
- Oxford University Ice Hockey Club (club de hockey sur glace)
- Oxford University Newman Society (société catholique de débats et discussions)
- Oxford University RFC (club de rugby participant au Varsity Match)
- Oxford University Scientific Society (en)
- Oxford University Student Union (en)
- Oxford University Conservative Association (en)
- Oxford University Liberal Democrats (en)
- Oxford University Labour Club (en)
- Oxford University Ski and Snowboard Club (club organisateur du Varsity Trip)
- Stubbs Society (en) (société historique)
- Bullingdon Club (non affilié)
- Oxford Union Society (non affilié)

### Médias
- Cherwell (publication étudiante)
- Isis (en) (publication étudiante)
- Oxford Student Publications Limited (en) (maison de publication étudiante)
- The Owl Journal (publication étudiante)
- Journal of the Oxford University History Society (journal universitaire)
- Oxford University Press (les plus grandes presses universitaires au monde)
- Oxide Radio (en) (station radio étudiante)
- The Oxford Student (en) (publication étudiante)
- The Oxonian Review of Books (en) (publication des étudiants diplômés)
- The Triple Helix Oxford (publication étudiante)
- The Oxymoron (en) (publication étudiante satirique)

### Bâtiments et parcs
Les parcs universitaires forment un parc de 70 hectares, situé au nord-est de la ville, près des collèges de Keble (Keble College), Somerville College (Oxford) et Lady Margaret Hall (Oxford). Il est ouvert au public pendant la journée. En plus de fournir des jardins et des plantes exotiques, les parcs contiennent de nombreuses infrastructures sportives et contiennent également des sites d’intérêts spéciaux tels que le jardin génétique, jardin expérimental où sont étudiés les processus évolutifs.
Le Jardin botanique de l'université d'Oxford est le plus ancien du Royaume-Uni. Il contient plus de 8000 espèces de plantes différentes sur 1,8 ha. C’est l’une des collections majeures de plantes les plus diversifiées et les plus compactes du monde. Plus de 90% des familles de plantes supérieures y sont présentes. L'Harcourt Arboretum (en) est un site de 53 hectares, situé à 10km au sud de la ville. On y trouve une forêt naturelle et 27 hectares de prairies. La forêt de Wyhtam, d’une superficie de 4 km2 appartient à l’université et sert à la recherche en zoologie et sur les changements climatiques.
- Cathédrale Christ Church d'Oxford
- Oxford University Parks (en)
- Radcliffe Camera
- Rhodes Trust, centre du campus de Rhodes
- Sheldonian Theatre
- Tom Tower (en)
- Église universitaire Sainte-Marie-la-Vierge
- Oxford Botanic Garden and Harcourt Arboretum

### Autres institutions
Il existe bien d'autres institutions à Oxford, dont divers « collèges » indépendants, qui ne sont pas associés à l'université, comme le Oxford Brookes University, le Ruskin Colleged – un collège pour adultes – bien qu'il ne soit pas directement affilié à l'université, il en demeure fort proche ; et l'ancien collège Lady Spencer Churchill (aujourd'hui le Wheatley campus d'Oxford Brookes).
L'université d'Oxford est partenaire de la Meade 4M Community, qui supporte le programme universitaire « Project Jetwatch ».

## Oxford dans la littérature et les médias
L'université d'Oxford est le décor de nombreuses œuvres de fiction. Oxford est mentionnée dans un récit fictionnel dès 1400 dans les Contes de Canterbury de Chaucer, qui y fait référence à un « clerc d'Oxenford » : « Il préférait avoir à la tête de son lit/vingt volumes, reliés en noir ou en rouge,/d’Aristote, et de sa philosophie,/que robes riches, ou viole, ou gai psaltérion. » (For him was levere have at his beddes heed/ Twenty bookes, clad in blak or reed,/ of Aristotle and his philosophie/ Than robes riche, or fithele, or gay sautrie). En 1989 étaient identifiés 533 récits dont l'action se déroule à Oxford, et ce nombre ne cesse de croître. C'est le cas de célèbres œuvres littéraires, de Brideshead Revisited (Retour à Brideshead), d'Evelyn Waugh, à la trilogie His Dark Materiels (À la croisée des mondes) de Philip Pullman, qui présente une version de l'université dans une autre réalité.
L'université d'Oxford peut être construite comme merveille mondiale ou nationale dans plusieurs opus de la franchise de jeux vidéo Sid Meier's Civilization (Civilization IV, Civilization V, Civilization VI, Civilization Revolution, Civilization Revolution 2 et Civilization World).

## Architecture de l'université, de ses collèges et de ses environs
Les bâtiments de l'université ont une architecture qui est propre de l'époque du XVIe siècle en passant par l'époque victorienne jusqu'à aujourd'hui avec même des éléments d'architecture médiévale. En effet, le collège de Christ Church, fondé par Henri VIII en 1546, comporte la plus petite chapelle du pays et elle est d'architecture romane et la salle à manger (le Dining Hall) de ce lieu est d'architecture médiévale; La Bodleian Library a été bâtie au XIVe siècle et reconstruite au XVIIe siècle. Ce lieu contient des voûtes élaborées surtout au Divinity School, une ancienne école de théologie datant du XVe siècle ; également, The Queen's College arbore une multitude de style architecturaux de différentes époques.